# Hoàng Văn Toản
Hoàng Văn Toản (sinh ngày 1 tháng 4 năm 2001) là một cầu thủ bóng đá chuyên nghiệp người Việt Nam hiện thi đấu ở vị trí tiền vệ phòng ngự cho câu lạc bộ Công an Hà Nội tại V.League 1 và đội tuyển quốc gia Việt Nam .

## Danh hiệu

### Câu lạc bộ
Công an nhân dân
- V. League 2:

 Vô địch: 2022
Công an Hà Nội
- V. League 1:

 Vô địch: 2023
- Cúp Quốc gia:

 Vô địch: 2024–25
- Siêu cúp Quốc gia:

 Vô địch: 2025

### Đội tuyển quốc gia
U-23 Việt Nam
- U-23 Đông Nam Á: 2022